# Чолокян, Анжей Богосович
Анже́й Бого́сович Чолокя́н (род. 15 апреля 1967, Армянская ССР) — советский боксёр, представитель тяжёлой весовой категории. Выступал на всесоюзном уровне на всём протяжении 1980-х годов, победитель и призёр ряда крупных международных турниров, бронзовый призёр чемпионата СССР, чемпион мира среди военнослужащих, мастер спорта СССР международного класса. Также известен как тренер по боксу.

## Биография
Анжей Чолокян родился 15 апреля 1967 года в Армянской ССР, однако ещё ребёнком по семейным обстоятельствам переехал на постоянное жительство в город Майкоп Адыгейской автономной области. В 1980—1984 годах учился в майкопской средней школе № 8, в период 1985—1988 годов проходил службу в рядах Вооружённых Сил СССР, находился в расположении 85 спортивной роты в Ростове-на-Дону.
Активно заниматься боксом начал с раннего детства, проходил подготовку в майкопской Детско-юношеской спортивной школе № 2 под руководством заслуженного тренера Владимира Николаевича Овчинникова. Состоял в адыгейском совете добровольного спортивного общества «Спартак» и ростовском Спортивном клубе армии.
Впервые заявил о себе в 1983 году, выиграв первенство СССР среди юношей в Ульяновске. Год спустя одержал победу на летней Спартакиаде школьников СССР в Ташкенте, ещё через год стал лучшим на юниорском первенстве СССР в Пензе, выиграл международный турнир «Дружба» в Монголии, выступил на юниорском чемпионате мира в Румынии, где в зачёте тяжёлого веса сумел дойти до стадии четвертьфиналов, проиграв только титулованному кубинскому боксёру Феликсу Савону, будущему трехкратному олимпийскому чемпиону.
В 1986 году Чолокян завоевал золотые медали на молодёжном первенстве СССР в Новороссийске и на летней Спартакиаде народов РСФСР в Челябинске. В следующем сезоне занял третье место на чемпионате СССР в Каунасе, уступив в полуфинале чеченскому боксёру Рамзану Себиеву. Вошёл в состав советской национальной сборной и выступил на Кубке короля в Таиланде — сумел пробиться здесь в финал и получил награду серебряного достоинства, в решающем поединке потерпел поражение от голландца Арнольда Вандерлиде. Кроме того, одержал победу на чемпионате мира среди военнослужащих дружественных армий в Ростове-на-Дону.
Всего провёл в любительском олимпийском боксе 378 боёв, из них 329 выиграл. За выдающиеся спортивные достижения удостоен почётного звания «Мастер спорта СССР международного класса».
После завершения спортивной карьеры с 1989 года занимался бизнесом и тренерской деятельностью в Майкопе. Основатель и президент школы бокса Анжея Чолокяна «Солнечная Адыгея».
В 1999 году вернулся к тренировкам и при содействии Федерации профессионального бокса России хотел провести бой против знаменитого американского тяжеловеса Майка Тайсона. Велись переговоры, десятираундовый бой должен был состояться в Лос-Анджелесе с призовым фондом около трёх миллионов долларов — эти деньги собирались спонсорами и партнёрами по бизнесу Чолокяна. Однако в итоге бой так и не состоялся.